# New Allakaket (Alasca)
New Allakaket é uma Região censo-designada localizada no estado americano de Alasca, no Distrito de Yukon-Koyukuk.

## Demografia
Segundo o censo americano de 2000, a sua população era de 36 habitantes.

## Geografia
De acordo com o United States Census Bureau, a localidade tem uma área de 7,1 km², dos quais 5,8 km² cobertos por terra e 1,3 km² cobertos por água.

## Localidades na vizinhança
O diagrama seguinte representa as localidades num raio de 72 km ao redor de New Allakaket.